# Чхунмуро

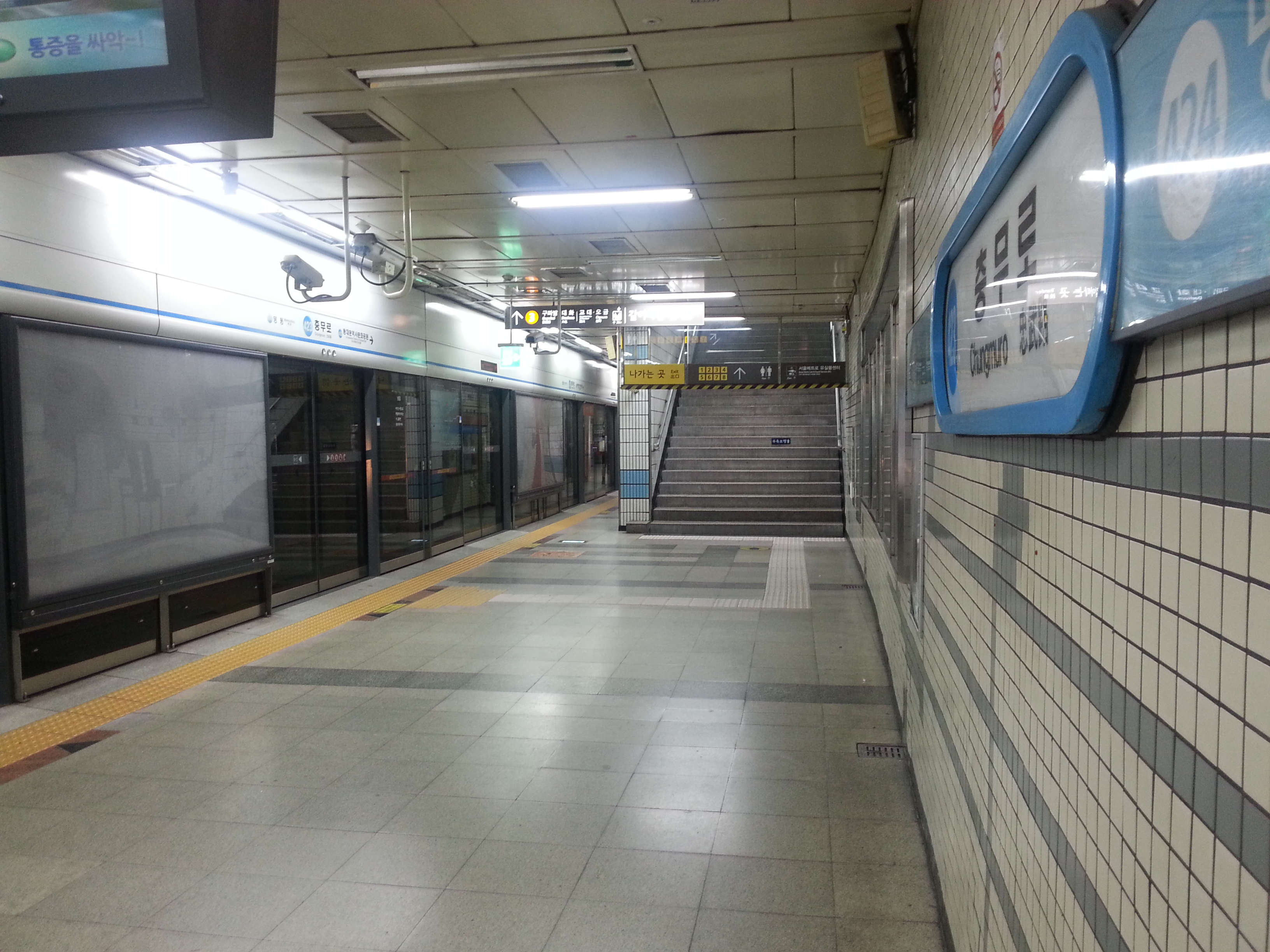
Платформа станции четвёртой линии

«Чхунмуро» (кор. 충무로역) — пересадочная станция Сеульского метро на Четвёртой и Третьей линиях, представленная подземными станциями на обеих линиях. Она представлена одной островной платформой на Третьей линии и двумя боковыми — Четвёртой. Станция обслуживается транспортной корпорацией Сеул Метро. Расположена в квартале Кванхи-дон (адресː 125 Chungmuro 4-ga) района Чунку города Сеул (Республика Корея). На станции установлены платформенные раздвижные двери.
Станция названа из-за расположенного над станцией одноименного проспекта, который назван в честь генерала Ли Сунсин известного также как Чхунъмугонъ. В непосредственной близости расположен университет Донъгук.
Пассажиропоток — на 4 линии 70 438 чел/день (на январь-декабрь 2012 года).
Станция на обеих линиях была открыта 18 октября 1985 года.
Открытие станции было совмещено с открытием участка Третьей линии Кёнбоккун—Экспресс-бас-терминал длиной 13,9 км и еще 12 станцийː Кёнбоккун (327), Анъкук, Джонъно 3-га, Ыльчиро 4-га, Университет Донъгук, Яксу, Кымбо, Оксу, Апкуон, Синса, Джамвон, Экспресс-бас-терминал (339). Открытие станции было совмещено с открытием участка Четвёртой линии Хехва—Садан длиной 16,5 км и еще 13 станцийː Хехва (420), Тондэмун, Исторический и культурный парк Тондэмун, Мён-дон, Хвехён, Сеул, Женский университет Соокмюнъ, Самгакджи, Синёнъсан, Ичхон, Донджак, Ису (Университет Чхонъсхин) и Садан (433).